# Récif de Subi
Le  récif de Subi (Zhubi Reef / chinois : 渚碧礁 ; pinyin : Zhǔbì Jiāo / Zamora / đá Xu Bi) est un récif contrôlé par la République populaire de Chine en mer de Chine méridionale.
Il est situé dans les îles Spratleys, également revendiquées par les Philippines, le Viet-Nam et Taïwan. 

## Géographie
Le récif de Subi est un atoll de 5,2 km de longueur en NE-SE et de 3,46 km dans sa plus grande largeur. Sa superficie totale (incluant le récif et son lagon) est de 16 km2, et le lagon fait jusqu'à 22 m de profondeur.
Le récif est situé à 24 km (13,0 NM) de l'île Thitu, la seconde des Spratleys par la taille, occupée par les Philippines, et à 7,7 NM du récif le plus à l'ouest du lagon de Thi-Tu.
C'est à l'origine un atoll fermé, qui n'émerge qu'à marée basse. Aucune description n'a jamais mentionné un quelconque point du récif restant émergé à marée haute, que ce soit une caye ou un simple rocher.
En 2016, la cour permanente d'arbitrage de La Haye a estimé et jugé que le récif « dans ses conditions naturelles » était techniquement un récif découvrant, qui par lui-même ne justifie ni eaux territoriales, ni zone économique exclusive.

## Histoire et artificialisation
L'atoll de Subi a été transformé en île artificielle à partir de 2014, d'où sa présente désignation d'« île » (礁 en chinois).
La base abrite en 2014 une garnison de 200 militaires.
Fin 2015 le récif avait été transformé en une île artificielle de 3,95 km2,.
Il a fait l'objet d'aménagements très importants dans le cadre de la grande muraille de sable, le transformant en une importante base aéronavale chinoise.
Il dispose d'une station météorologique et d'un radar de surveillance météo, d'un quai d'appontement et d'un plot d'hélicoptère. Le chenal permettant d'accéder au lagon y a été balisé,,,
Depuis 2015 les chinois y ont installé une base militaire et une piste d'atterrissage de 3 000 m,,
et un phare de 55m opérant depuis 2016. Un chenal d'accès a été creusé au sud de l'atoll.
En septembre 2015, des photographies aériennes montrent la construction d'une piste aérienne de 3 000 m ainsi que de nombreux autres équipements sur le récif.
Un premier vol aérien commercial vers ce nouvel aéroport fut réalisé en juillet 2016 par un Boeing 737-800 de la Hainan Airlines.

## Défense de l'approche de la base chinoise
En avril 2015, un avion de patrouille maritime philippin s'approchant du récif s'est vu opposer une « attitude agressive » de la part d'un bâtiment militaire chinois.
Toujours en 2015, le bâtiment de guerre américain USS Lassen s'est approché à moins de 12 milles nautiques du récif, conduisant le ministère des affaires étrangères chinois à qualifier cette action de « provocation » et à affirmer que la Chine continuera à bâtir sa grande muraille de sable en mer de Chine méridionale. La marine américaine a de son côté qualifié son approche d'exercice normal dans le cadre du « droit de libre circulation maritime », des exercices similaires étant réalisés entre 12 et 28 fois par an,.
En novembre 2015, deux B-52 américains ont survolé l'espace aérien correspondant. Ils furent contactés par le contrôle au sol chinois, mais purent poursuivre leur mission sans être inquiétés.

## Situation juridique
L'absence juridique d'eaux territoriales autour de la base aéronavale rend sa défense militaire diplomatiquement délicate.
Au regard de la convention sur le droit de la mer, le récif de Subi superpose le statut de récif découvrant et d'île artificielle.
Indépendamment de savoir si un récif découvrant peut ou non faire l'objet d'une revendication de souveraineté, position revendiquée par la Chine, le fait est qu'un tel récif ne peut pas être associé à des eaux territoriales, y compris lorsqu'il a été transformé en île artificielle.
En théorie, le récif étant une formation corallienne située à moins de 12 NM de la formation corallienne portant l'île Thitu (également revendiquée par la Chine), la ligne de base associée à cette dernière île pourrait théoriquement inclure l'ensemble de ce sous-archipel y compris le récif de Subi, ce qui ferait profiter à ce dernier d'une extension des eaux territoriales de l'île. Cependant, l'île est occupée de fait par les Philippines, et le récif se trouve de ce point de vue dans des eaux susceptibles d'être revendiquées comme territoriales par les Philippines.